# Koki Oshima
Koki Oshima (大島 康樹 Oshima Koki?, Shizuoka, 30 de mayo de 1996) es un futbolista japonés que juega como delantero en el Ventforet Kofu.

## Trayectoria

### Clubes
| Club                         | País  | Año       |
| ---------------------------- | ----- | --------- |
| Kashiwa Reysol               | Japón | 2014-2017 |
| J. League sub-22 (cedido)    | Japón | 2015      |
| Kataller Toyama (cedido)     | Japón | 2016      |
| Tochigi S. C.                | Japón | 2018-2024 |
| Thespakusatsu Gunma (cedido) | Japón | 2018      |
| Ventforet Kofu               | Japón | 2025-     |